# Norma Rae
Norma Rae è un film del 1979 diretto da Martin Ritt, con Sally Field e Beau Bridges.

## Trama
In una cittadina dell'Alabama, nel profondo Sud degli Stati Uniti, la classe operaia sopporta condizioni di lavoro difficili e si batte per ottenere il riconoscimento di alcuni diritti fondamentali. Norma Rae si schiera in prima fila in questa coraggiosa impresa accanto al sindacalista Reuben Warshowsky, che le aprirà gli occhi sulla realtà in cui vive e sull'importanza di combattere per ciò in cui si crede.

## Riconoscimenti
- 1980 - Premio Oscar
  - Migliore attrice protagonista a Sally Field
  - Miglior canzone (It Goes Like It Goes) a David Shire e Norman Gimbel
  - Candidatura Miglior film a Tamara Asseyev e Alexandra Rose
  - Candidatura Migliore sceneggiatura non originale a Irving Ravetch e Harriet Frank Jr.
- 1980 - Golden Globe
  - Miglior attrice in un film drammatico a Sally Field
  - Candidatura Miglior film drammatico
  - Candidatura Migliore sceneggiatura a Irving Ravetch e Harriet Frank Jr.
- 1979 - Festival di Cannes
  - Prix d'interprétation féminine a Sally Field
  - Grand Prix tecnico a Martin Ritt
  - Candidatura Palma d'Oro a Martin Ritt
- 1979 - National Board of Review Award
  - Miglior attrice protagonista a Sally Field
- 1980 - Kansas City Film Critics Circle Award
  - Miglior attrice protagonista a Sally Field
- 1979 - Los Angeles Film Critics Association Award
  - Miglior attrice protagonista a Sally Field
- 1979 - New York Film Critics Circle Award
  - Miglior attrice protagonista a Sally Field

Nel 2011 è stato scelto per essere conservato nel National Film Registry della Biblioteca del Congresso degli Stati Uniti.